# Chó Spaniel Đức
Chó Spaniel Đức, (tiếng Anh:German Spaniel, còn được gọi là Deutscher Wachtelhund, là giống chó được phát triển ở Đức vào khoảng năm 1890 và được sử dụng làm chó săn. Có nguồn gốc từ giống chó cũ của Đức, Chó Stoeberer ("rummager"), trở nên phổ biến với những người dân thường sau cuộc cách mạng năm 1848 ở các bang của Đức, vốn đòi hỏi cần có một giống chó săn đa năng. Stoeberer bây giờ là một loại chó săn ở Đức với Wachtelhund là thành viên duy nhất của nó. Loài này không được biết đến nhiều ở bên ngoài nước Đức, nhưng đã được Liên Hiệp các Câu lạc bộ Chăm sóc Chó công nhận vào năm 1996.

## Tính cách
Chó Spaniel Đức - Deutscher Wachtelhund là một giống chó săn đa năng. Chúng rất năng động với bản năng săn bắn rất ổn và có thái độ thân thiện với con người và những con chó khác. Chó Spaniel Đức nhanh chóng tìm hiểu và thích ứng với các tình huống mới và rất can đảm. Mặc dù không thể phù hợp với khả năng của từng người chơi và những chuyến đi săn các đối tượng đặc biệt hơn, chúng có thể săn lùng trong chuyến săn vùng đồi cao, truy tìm, theo dõi và theo dõi vết máu, khiến chúng trở nên phổ biến, đáp ứng nhu cầu một giống chó đáp ứng nhu cầu của những thợ săn qua việc thực hiện nhiều vai trò chức năng khác nhau.